# Jalkaraburra alta
Jalkaraburra alta är en spindelart som beskrevs av Davies 1998. Jalkaraburra alta ingår i släktet Jalkaraburra och familjen Amphinectidae.
Artens utbredningsområde är Queensland. Inga underarter finns listade i Catalogue of Life.